# Karel de Grote Hogeschool
De Karel de Grote Hogeschool is een katholieke hogeschool in Antwerpen met ongeveer 14.700 studenten en ongeveer 1.500 werknemers. De school is genoemd naar Karel de Grote (742-814). Vóór het ontstaan van de hogescholen UCLL en Vives, was de Karel de Grote Hogeschool de derde hogeschool van Vlaanderen na de Hogeschool Gent en de Arteveldehogeschool.

## Geschiedenis
De Karel de Grote Hogeschool werd opgericht op 1 september 1995 door een fusie van 13 katholieke hogescholen:
- Economische hogeschool Sint-Eligius
- Vrije Technische School Technicum
- Technisch Instituut Sint-Maria
- Sint-Vincentiusinstituut voor Verpleegkunde
- Antwerps Katholiek Hoger Instituut voor Verpleegkunde
- Hoger Instituut voor Maatschappelijk Werk
- Hoger Instituut Sint-Lodewijk
- Sint Lucas Antwerpen
- H.Pius X-instituut
- Onze-Lieve-Vrouwinstituut Pulhof (Berchem)
- Vrij Technisch Instituut van Borgerhout
- Katholieke Industriële Hogeschool Antwerpen (Hoboken)
- Gesubsidieerde Vrije Normaalschool (Wijnegem).

## Organisatiestructuur
De hogeschool is ingedeeld in 6 studiegebieden:
- Gezondheidszorg: 1920 studenten
- Handelswetenschappen en Bedrijfskunde: 4690 studenten
- Industriële Wetenschappen en Technologie: 2290 studenten
- Onderwijs: 2260 studenten
- Sociaal-Agogisch Werk: 3120 studenten
- Audiovisuele en Beeldende Kunst, School of Arts KdG: 430 studenten

## Campussen
De hogeschool bestaat uit meerdere campussen verspreid over Antwerpen:
- Campus Groenplaats
- Campus Hoboken
- Campus Pothoek
- Campus Sint-Jozef
- Campus Sint Lucas Antwerpen
- Campus Stadswaag
- Campus Zuid

## Opleidingen
De hogeschool heeft 26 basisopleidingen met 48 afstudeerrichtingen:
- Graduaten/HBO5 (Nederlandstalig): 5
- Professionele/educatieve bachelors (Nederlandstalig): 17
- Professionele bachelors (Engelstalig): 3
- Academische bachelor (Nederlandstalig): 1
- Afstudeerrichtingen in de Nederlandstalige basisopleidingen: 43
- Afstudeerrichtingen in de Engelstalige basisopleidingen: 5
- Uitwisselingsprogramma's voor buitenlandse studenten: 4
- Master (Nederlandstalig): 1
- Master (Engelstalig): 1

Daarnaast zijn er bijscholingen van KdG Academy:
- Postgraduaten (Nederlandstalig): 19
- Bachelor-na-bachelors (Nederlandstalig): 2
- Master-na-master (Engelstalig): 1
- Navormingen en studiedagen: 100+

## Onderzoek
De hogeschool doet ook praktijkgericht wetenschappelijk onderzoek dat antwoorden biedt op concrete vragen in bedrijven, organisaties en overheden.
Er zijn 6 onderzoekscentra:
- Duurzame Industrie
- Pedagogie in Praktijk
- Publieke Impact
- Sociale Inclusie
- Toekomstgedreven Onderwijs
- Zorg in Connectie

Deze onderzoekscentra werken op 19 onderzoeksdomeinen in meer dan 250 projecten.

## Bestuur
De school staat onder leiding van Veerle Hendrickx (Algemeen Directeur). Verder zijn er
- Beslissingsorganen:
  - Algemene Vergadering
  - Bestuursorgaan
  - Directieteam (centrale bestuursorgaan waarvan de Algemeen Directeur voorzitter is)
  - Studentenraad
- Adviesorganen:
  - Academische raad
  - KdG Studentenraad
  - Hogeschoolonderhandelingscomité
  - Raad van Sint Lucas Antwerpen
  - Onderwijsgroep Onderhandelingscomité
  - Onderhandelingscomité Algemene Directie, Hogeschooldiensten en directie Research & Academy
  - Opleidingsstudentenraad
  - Stuvoraad
  - Opleidingsadviesraad
  - Comité voor Preventie en Bescherming op het Werk (CPBW)
  - StuRa+ of een raadgevende stem in Directieteam
  - Campusraad
  - International Student Council
  - Auditcomité
  - Bouwcomité